# 蘇丹阿布沙希德沙
蘇丹阿布沙希德沙(Sultan Abu Syahid Shah)，真名是拉惹易卜拉欣(Raja Ibrahim)，是馬六甲第4位蘇丹，在1444年至1446年當馬六甲蘇丹。他的登基並不太受人們歡迎，因為他年輕而沒有經驗。
儘管事實上，馬六甲是一個穆斯林王國，蘇丹阿布沙希德沙卻信印度教。他自稱為拉惹斯里·拜里米蘇拉·德華沙(Raja Sri Parameswara Dewa Shah)。他的前任蘇丹，莫哈末沙宣稱曾會見先知穆罕默德，並皈依伊斯蘭教。蘇丹阿布沙希德沙採用一個印度教頭銜象徵著一些傳統主義者對伊斯蘭教，這個馬六甲的新宗教的反應。他在位僅17個月後，他被涉嫌密謀的泰米爾穆斯林盤陀訶羅（即首相）敦阿里、莫哈末沙的兒子拉惹哈西姆、Tun Perpatih Sedang 和拿督·盤陀訶羅．斯里·阿瑪迪拉惹(Datuk Bendahara Seri Amar Diraja)等人謀殺。沙希德沙獲追封為阿布沙希德的頭銜，意思是殉難者君主。